# Verpel
 Verpel  es una población y comuna francesa, en la región de Champaña-Ardenas, departamento de Ardenas, en el distrito de Vouziers y cantón de Buzancy.
Está integrada en la Communauté de communes de l'Argonne Ardennaise.

## Demografía
| 408 | 430 | 476 | 470 | 503 | 512 | 504 | 522 | lac. | lac. | 529 | 434 | 416 | 380 | 385 | 367 | 383 | 382 | 360 | 326 | 214 | 258 | 244 | 237 | 207 | 208 | 183 | 137 | 208 | 169 | 84 | 88 | 91 | 93 |
| Para los censos de 1962 a 1999 la población legal corresponde a la población sin duplicidades (Fuente: INSEE [Consultar]) |     |     |     |     |     |     |     |      |      |     |     |     |     |     |     |     |     |     |     |     |     |     |     |     |     |     |     |     |     |    |    |    |    |